# Gnophos euryta
Gnophos euryta är en fjärilsart som beskrevs av Louis Beethoven Prout 1922. Gnophos euryta ingår i släktet Gnophos och familjen mätare. Inga underarter finns listade i Catalogue of Life.